# Granjas Residenciales de Tequisquiapan
Granjas Residenciales de Tequisquiapan är en ort i Mexiko.   Den ligger i kommunen Tequisquiapan och delstaten Querétaro Arteaga, i den centrala delen av landet, 150 km nordväst om huvudstaden Mexico City. Granjas Residenciales de Tequisquiapan ligger 1 928 meter över havet och antalet invånare är 409.
Terrängen runt Granjas Residenciales de Tequisquiapan är platt åt nordost, men åt sydväst är den kuperad. Runt Granjas Residenciales de Tequisquiapan är det ganska tätbefolkat, med 129 invånare per kvadratkilometer. Närmaste större samhälle är Tequisquiapan, 7,8 km sydost om Granjas Residenciales de Tequisquiapan. Omgivningarna runt Granjas Residenciales de Tequisquiapan är en mosaik av jordbruksmark och naturlig växtlighet.